# Exochus borealis
Exochus borealis är en stekelart som beskrevs av Kusigemati 1971. Exochus borealis ingår i släktet Exochus och familjen brokparasitsteklar. Inga underarter finns listade i Catalogue of Life.